# Гуковская, Наталья Исидоровна
Наталья Исидоровна Гуковская (12 марта 1914, Санкт-Петербург — 10 октября 1977, Москва) — советский юрист-криминалист. Заслуженный юрист РСФСР (1968).

## Биография
Родилась в семье нефтепромышленника, впоследствии дипломата Исидора Эммануиловича Гуковского.
В 1932—1935 и 1936—1938 годах — сотрудник разведывательного управления штаба РККА, техник-интендант 2-го ранга (19 июня 1936 г.). В 1935—1936 годах — курсант школы при разведывательном управлении РККА. Участвовала в организации помощи республиканскому правительству во время Гражданской войны в Испании. 30 ноября 1938 года уволилась в запас и поступила во Всесоюзный заочный юридический институт, который окончила в 1944 году. Параллельно с учёбой работала в Прокуратуре СССР, сначала старшим следователем, затем — заместителем начальника следственного отдела, прокурором и в 1944—1954 годах — следователем по важнейшим делам при Генеральном прокуроре.
С 1954 года находится на научной работе, до 1963 года — в Институте криминалистики Прокуратуры СССР, с 1963 года и до конца жизни — в ВНИИ по изучению причин и разработке мер предупреждения преступности (старший научный сотрудник). Диссертацию кандидата юридических наук по теме «Теория и практика проведения следственного эксперимента на предварительном следствии» защитила в 1959 году.
Автор ряда научных трудов, монографий и учебных пособий по криминалистике, следственной практике, детской и подростковой преступности.
Невестка М. И. Калинина [жена его сына Александра Михайловича Калинина (1908—1988), преподавателя Артиллерийской академии РККА имени Ф. Э. Дзержинского].
Похоронена на Новодевичьем кладбище.

## Книги
- Учебное следственное дело об убийстве (с соавторами). М.: Госюриздат, 1956. — 363 с.
- Расследование убийства, замаскированного расчленением трупа (с Г. Н. Мудьюгиным). М.: Госюриздат, 1957. — 149 с.
- Судебно-медицинская экспертиза трупа по делам о насильственной смерти. М.: Государственное издательство юридической литературы, 1957. — 253 с.
- Следственный эксперимент. М.: Госюриздат, 1958. — 96 с.
- Расследование и предупреждение телесных повреждений. М.: Юридическая литература, 1964. — 97 с.
- Деятельность следователя и суда по преждупреждению преступлений несовершеннолетних. М.: Юридическая литература, 1967. — 110 с.
- Руководство по расследованию преступлений (с соавторами). М.: Юридическая литература, 1967. — 503 с.
- Прокурорский надзор по делам несовершеннолетних (с соавторами). М.: Юридическая литература, 1972. — 208 с.
- Расследование и судебное разбирательство дел о преступлениях несовершеннолетних (с А. И. Долговой и Г. М. Миньковским). М.: Юридическая литература, 1974. — 208 с.
- Предупреждение правонарушений и охрана прав несовершеннолетних. Известия Советов народных депутатов СССР, 1977. — 567 с.